# Municipio de Yauhquemehcan
El municipio de Yauhquemehcan es un municipio en el estado de Tlaxcala en México. Su cabecera es la localidad de Yauhquemehcan.
El municipio está Localizado en el centro del estado, es parte de la Zona Metropolitana Tlaxcala-Apizaco y colinda al norte y al este  con el municipio de  Apizaco; al sur con los municipios de Apetatitlán de Antonio Carvajal y Amaxac de Guerrero; y al este con el municipio de Xaltocan.

## Significado
La palabra que da nombre al municipio, Yauhquemehcan, proviene del náhuatl 'lugar de Yauhquemeh'. Yauhquemeh es el tlaloqueh relacionado con el poniente,el pericón y el rayo. 
Yauhquemeh se compone de ‘Yahuitl’ que significa ‘pericón’ ‘quemitl’ que significa ‘vestido’ y en conjunto significa ‘vestido de pericón’esto debido a que esta deidad era representado con una corona de pericón. 
Literalmente Yauhquemehcan significa ‘lugar del vestido de pericón’ y hace referencia al tlaloqueh de nombre Yauquemeh.
En síntesis Yauhquemeh: El vestido de pericón, el tlaloqueh de poniente y deidad del rayo.
-can: Sufijo locativo que significa ‘lugar de’.

## Características
Pertenece al distrito de Cuauhtémoc y según el censo del año 1992 tiene 7.278 habitantes
pertenece al bloque de Tlaxcala (esta está dividida en ocho regiones), se encuentra entre la sierra nevada y las faldas del volcán Maliche, separada por cañadas profundas, existe una sierra de anchas laderas rocosas y abruptas y simas aplanadas, además se encuentra una falla denominada Bloque de Tlaxcala, por lo que en sus alrededores hay mucho material de origen volcánico.

## Comunidades
San Francisco Tlacuilohcan
El Rosario Ocotoxco
Santa María Atlihuetzian
San Lorenzo Tlacualoyan
Hualcaltzingo
San Benito Xaltocan
Santa Úrsula Zimatepec
San José Tetel

## Relaciones Internacionales

### Hermanamientos
- Apetatitlan, México (2015)[5]
- Oaxaca, México (2022)[6][7][8]

### Convenios
- Chignahuapan, México (2022)[9]
- Apizaco, México (2022)[10]
- Atlangatepec, México (2022)[10]